# Kendall megye (Texas)
Kendall megye az Amerikai Egyesült Államokban, azon belül Texas államban található. Megyeszékhelye és legnagyobb városa Boerne. Lakosainak száma 44 279 fő (2020. április 1.). Kendall megye Bexar, Blanco, Bandera, Comal, Kerr és Gillespie megyékkel határos.

## Népesség
A megye népességének változása:
| Lakosok száma | 33 688 | 34 676 | 35 968 | 37 766 | 40 384 | 44 279 |
|               | 2010   | 2011   | 2012   | 2013   | 2015   | 2020   |